# Азербејџан на Летњим олимпијским играма 2000.
Азербејџан се такмичио на Летњим олимпијским играма 2000. године у Сиднеју, у Аустралији. Током ових игара освојили су своју прву златну медаљу. 31 такмичар, 25 мушкараца и 6 жена, учествовало је у 14 дисциплина у 8 спортова.

## Освајачи медаља
| Медаља | Име                    | Спорт      | Догађај                   | Датум         |
| ------ | ---------------------- | ---------- | ------------------------- | ------------- |
|        | Земфира Мефтахатдинова | Стрељаштво | Женски скит               | 21. септембар |
|        | Намиг Абдулајев        | Рвање      | Мушки слободни стил 54 кг | 30. септембар |
| 3      | Вугар Алекперов        | Бокс       | Средња категорија         | 30. септембар |